# Bitly
Bitly (anteriormente bit.ly) es un servicio de acortador de URL, propiedad de la empresa Bitly, Inc. cuyo actual CEO es Mark Josephson.

## Servicios
Esta herramienta se usa frecuentemente en la red de microblogging Twitter, donde reemplazó a TinyURL como reductor de URL predeterminado desde el 6 de mayo de 2009
Otro servicio que ofrece es la posibilidad de generar estadísticas a partir de los clics sobre los vínculos. La empresa creó otro servicio parecido, Bitly.TV, para determinar los videos en línea más populares.[cita requerida]

## Otros datos
Trim, empresa competidora, debió cesar sus servicios tras comprobar la imposibilidad de competir en Twitter contra bit.ly.